# Acanthoclinus matti
Acanthoclinus matti és una espècie de peix de la família Plesiopidae i de l'ordre dels cipriniformes que es troba a Nova Zelanda. Va ser descrit per Graham S. Hardy el 1985.